# Homapoderus denticulatus
Homapoderus denticulatus es una especie de coleóptero de la familia Attelabidae.

## Distribución geográfica
Habita en Guinea (África).